# Territorios no incorporados de los Estados Unidos

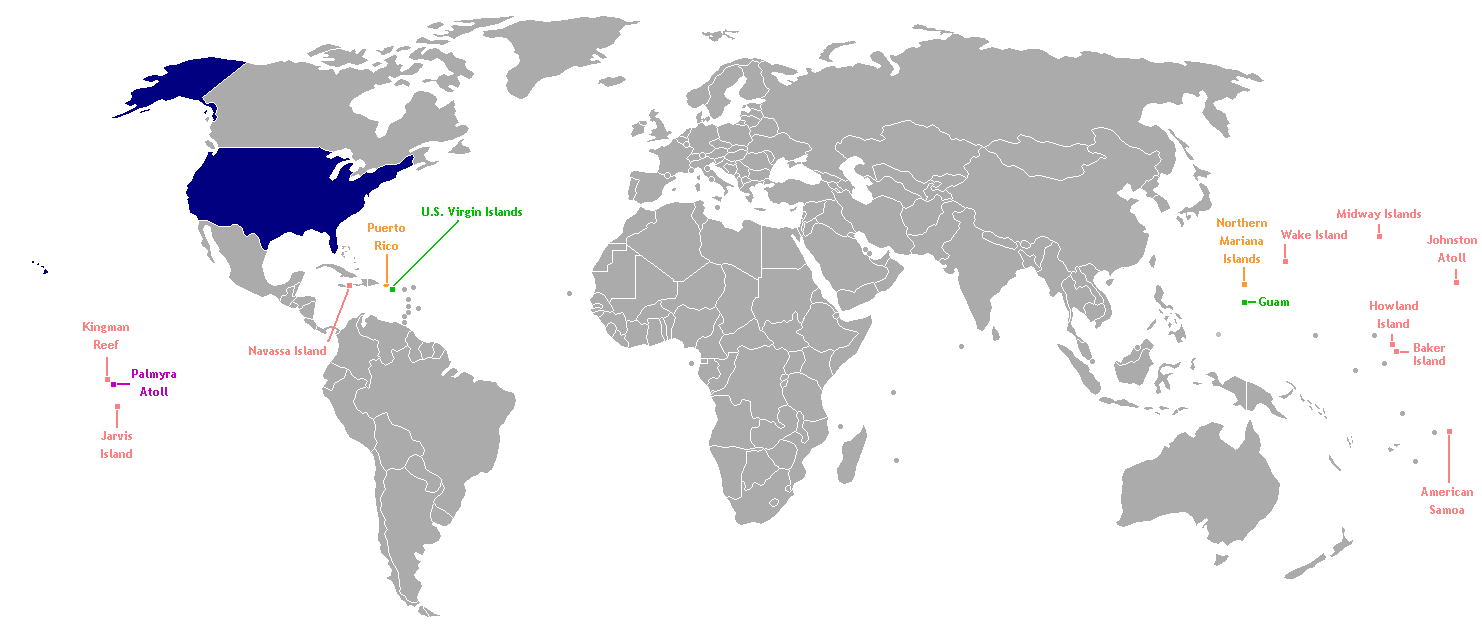
Estados Unidos y el Distrito de Columbia
Territorio incorporado no organizado (Atolón Palmyra)
Territorio no incorporado organizado, con estatus de Estado libre asociado
Territorio no incorporado organizado
Territorio no incorporado desorganizado

El término territorio no incorporado (en inglés, Unincorporated territory) se utiliza para denominar todos aquellos territorios que, aun estando bajo soberanía estadounidense, no forman parte del territorio nacional de los Estados Unidos, el cual está compuesto únicamente por los 50 estados. Los territorios no incorporados no se consideran parte del país, y al no tener representación diplomática, moneda ni defensa propias, tampoco están considerados estados independientes por la comunidad internacional.
La mayoría de ellos forman parte de la lista de 17 colonias pendientes de descolonización. Pese a ello, a juicio del gobierno estadounidense no se trata de colonias. Algunas fuentes mencionan que los territorios no incorporados antiguos de la Isla Serranilla y Bajo Nuevo (en poder de Colombia) son territorios no incorporados de los Estados Unidos, pero el Gobierno de ese país no los menciona como tal.

## Territorios organizados

### Puerto Rico
El territorio no incorporado de Puerto Rico es un archipiélago en la parte oriental del mar Caribe, posesión de los Estados Unidos desde el 10 de diciembre de 1898 por medio de Tratado de París como resultado directo de la Guerra hispano-estadounidense. En 1952, se conformó la Constitución del Estado Libre Asociado de Puerto Rico, traducido al inglés como «Constitution of the Commonwealth of Puerto Rico», estableciendo a Puerto Rico con el título oficial de «Estado Libre Asociado» como un territorio no incorporado bajo la soberanía del Congreso de los Estados Unidos con autogobierno local democrático, dirigido principalmente por el Gobernador de Puerto Rico y la Asamblea Legislativa de Puerto Rico, quienes son elegidos por medio de votación democrática cada cuatro años por el pueblo puertorriqueño.
Los puertorriqueños son ciudadanos estadounidenses desde 1917 de acuerdo a la ley Jones-Shafroth, pero no cuentan con todos los derechos políticos que otorga la Constitución de los Estados Unidos. Puerto Rico elige a un representante con voz para el Congreso estadounidense, pero este carece de poder de voto. Los ciudadanos residentes en Puerto Rico tienen derecho a votar en las elecciones primarias para elegir el Presidente de los Estados Unidos, pero no tienen derecho a votar en las elecciones generales por el presidente estadounidense. Sin embargo, los puertorriqueños residentes en uno de los 50 estados de la nación americana pueden votar por el presidente en las elecciones generales.
El 6 de noviembre de 2012 en Puerto Rico se realizó un plebiscito sobre el estatus político de la isla, donde el pueblo puertorriqueño rechazó el actual estatus territorial conocido como «Estado Libre Asociado», optando por la Estadidad de Puerto Rico. 

Plebiscito sobre el estatus político de Puerto Rico del 6 de noviembre de 2012. No aprobado por el congreso de los Estados Unidos. 
Primera pregunta: ¿Está usted de acuerdo con mantener la condición política territorial actual (Estado Libre Asociado)? 
NO – 970 910 (53,97 %) y
SÍ – 828 077 (46,03 %).
Segunda pregunta: ¿Cuál de las siguientes opciones no territoriales usted prefiere? 
Estadidad – 834 191 (61,16 %),
Libre Asociación – 454 768 (33,34 %),
Independencia –  74 895 (5,49 %).

En la interpretación de los resultados de esta segunda pregunta es importante señalar que 498 604 votantes dejaron esta pregunta sin contestar ya que son votantes que decidieron objetar o denunciar esta consulta utilizando esta estrategia. Y que 65 863 dejaron sin contestar la primera pregunta. 
Según la página oficial de la Comisión Estatal de Elecciones de Puerto Rico (CEEPUR) hubo un total de 1 862 458 votantes.  La CEEPUR certificó que el 61,16 % de los electores que expresaron su preferencia por una de las opciones no territoriales, escogieron convertir a Puerto Rico en el estado 51 de los Estados Unidos de América. En mayo de 2013, el Comisionado Residente ante la Cámara de Representantes de EE. UU., Hon. Pedro Pierluisi, presentó el proyecto de ley H. R. 2000 para la aprobación de un plebiscito Estadidad Sí o No, auspiciado por el Congreso. El 1 de agosto de 2013, la Comisión de Asuntos de Energía y Recursos Naturales que atiende los asuntos de Puerto Rico en el Senado de EE. UU. celebró una audiencia sobre los resultados del plebiscito de estatus de 2012. A esa fecha, 200 miembros de la Cámara de Representantes federal habían endosado el HR 2000.
En 2017 se realizó otro plebiscito donde votaron 517 216 de los 1,6 millones de habitantes habilitados para votar según informó la CEE. Convertir a Puerto Rico en el 51.ᵉʳ estado de los Estados Unidos obtuvo el 97 % de los votos al ser la opción elegida por 502 616 electores. Por otra parte, la libre asociación o independencia obtuvo un 1,50 % o 7779 votos y el Estado libre Asociado 1,32 % o 6821 votos. Pero solamente votó el 23 % de los votantes.
En las elecciones generales del 3 de noviembre de 2020, se realizó otro plebiscito en donde se le consultó a los puertorriqueños si querían entrar a la unión de los Estados Unidos de América como el estado cincuenta y uno (51). Con el 52.83 % de los votos a favor, la estadidad (anexión) prevaleció nuevamente. El exmandatario de los Estados Unidos, Joe Biden, se expresó a favor de convertir a Puerto Rico en un estado de la unión.

### Islas Marianas del Norte
La Mancomunidad de Islas Marianas del Norte (Commonwealth of the Northern Mariana Islands, en inglés) es un archipiélago en unión política con Estados Unidos, con una localización estratégica en el Pacífico Norte. Consiste en las catorce islas septentrionales de las islas Marianas, situadas entre Hawái y Filipinas, a 15°12′ N, 145°45′ E. Las islas incluyen Saipán, Rota y Tinian, entre otras, con un total de 477 km². Saipán y Tinian son los puertos principales. La capital es Saipán. Idiomas: Idioma inglés e idioma chamorro.

### Guam
El Territorio de Guam (Guåhån en chamorro, llamado asimismo antiguamente Guaján en español y conocido también en inglés como Commonwealth of Guam), es una isla en el Pacífico occidental, perteneciente a Estados Unidos como territorio no incorporado. Se trata de la más grande y meridional de las Islas Marianas. La capital es Agaña. Félix Pérez Camacho está a la cabeza del ejecutivo de la isla. Guam es un Territorio de Estados Unidos desde 1898. Los habitantes de la isla escogen a sus autoridades locales y no tienen derecho a votar por las federales. Idiomas: inglés y chamorro.

### Islas Vírgenes de los Estados Unidos
Las Islas Vírgenes de Estados Unidos son un grupo de islas ubicadas en el Caribe, dependientes de Estados Unidos de América. Estas islas son parte del archipiélago de las Islas Vírgenes; está compuesto por cuatro principales islas (Santo Tomás, San Juan, Santa Cruz e Isla del Agua) entre algunas islas menores. Las Islas Vírgenes de Estados Unidos están incluidas en la lista de las Naciones Unidas de territorios no autónomos. Las Islas Vírgenes son el único territorio de los Estados Unidos en donde se conduce por la izquierda.

## Territorios no organizados

### Samoa Americana o Samoa Estadounidense
Samoa Estadounidense (en inglés: American Samoa) es un grupo de islas de los Estados Unidos en el océano Pacífico Sur. Habitada desde los años 1000 a. C., exploradores europeos llegaron por primera vez a la isla en el siglo XVIII.
Rivalidades internacionales en la última mitad del siglo XIX se resolvieron por un tratado de 1899 en el que Alemania y Estados Unidos dividieron el archipiélago samoano. Estados Unidos ocupó formalmente su porción —un grupo más pequeño de islas orientales con la conocida rada de Pago Pago— al año siguiente (véase Historia de Samoa para más detalles). Las islas occidentales son ahora el estado independiente de Samoa.
La Armada de los Estados Unidos construyó una estación carbonera en la bahía de Pago Pago para la escuadra del Pacífico, nombró a un secretario local y aseguró un Documento de Cesión de Tutuila en 1900 y un Documento de Cesión de Manu'a en 1904. Durante la Segunda Guerra Mundial los infantes de marina estadounidenses en Samoa Estadounidense tuvieron una enorme influencia cultural en la población local debido a los aparatos tecnológicos que poseían, desconocidos en la isla.
Tras la Segunda Guerra Mundial, un intento del Departamento del Interior estadounidense en el Congreso por aprobar la Ley Orgánica 4500 (en inglés: Organic Act 4500) para la incorporación de Samoa Estadounidense, fue derrotado a través de los esfuerzos de los jefes samoanos estadounidenses liderados por Tuiasosopo Mariota, y estos esfuerzos llevaron a la creación de una asamblea legislativa local, la Fono de Samoa Estadounidense. En 1956 el gobernador nombrado por la Armada estadounidense fue reemplazado por un gobernador elegido localmente. Aunque técnicamente considerada «territorio no organizado» porque el Congreso estadounidense no ha aprobado un Acta Orgánica para el territorio, Samoa Estadounidense tiene gobierno propio bajo una constitución que se hizo efectiva el 1 de julio de 1967. El territorio estadounidense de Samoa Estadounidense está en la lista de territorios no autónomos de las Naciones Unidas, un listado que es discutido por las autoridades del país, que se consideran con autogobierno.
Recientemente han surgido propuestas, por su alto valor estratégico en la defensa de Estados Unidos, para que las tres islas que forman la Samoa Estadounidense junto con las islas de Swains, Baker y la de Howland se incorporen a Estados Unidos como el estado 51.

#### Parque nacional de Samoa Estadounidense
El parque nacional Samoa Estadounidense es un parque nacional en el territorio de Samoa Estadounidense, que se divide en tres islas Tutuila, Ofu y Tau. Fue creado por el Congreso de Estados Unidos en 1988. La entidad gestora es el Servicio Nacional de Parques. El parque incluye arrecifes de coral y bosques lluviosos. En el parque se puede practicar el senderismo y el buceo. De los 36,42 km² que forman el parque, 10,12 km² son ecosistemas acuáticos. La parte de Tutuila es accesible por medio de coches. Tutuila es la mayor isla de Samoa Estadounidense.

## Otros territorios

### Isla Baker
La isla Baker es una isla coralina estadounidense en el océano Pacífico, en el grupo de islas Fénix. Es responsabilidad de los Estados Unidos y, aunque despoblada, los Guardacostas de los Estados Unidos (United States Coast Guard) visitan la isla anualmente.

### Isla Howland
La isla Howland es un atolón deshabitado situado justo al norte del ecuador, en el océano Pacífico, alrededor de 3100 km (1675 millas náuticas) al suroeste de Honolulú. Está a mitad de camino entre Hawái y Australia y es un territorio no incorporado y no organizado de los Estados Unidos.
La isla es ahora un refugio de vida salvaje nacional (Estados Unidos), el «Howland Island National Wildlife Refuge», gestionada por el U.S. Fish and Wildlife Service como un área insular dependiente del Departamento del Interior de los Estados Unidos El «Howland Island National Wildlife Refuge» consiste en los 1,84 km² de la isla y los 129,80 km² de tierra sumergida que la rodean.
La isla no tiene actividad económica. Su defensa es responsabilidad de los EE. UU. y es visitada anualmente por la Guardia Costera de los EE. UU.

### Isla Jarvis
La isla Jarvis (también conocida como isla Búnker) es una isla de coral deshabitada de 4,5 km², localizada en el océano Pacífico sur, a media distancia entre Hawái y las islas Cook. Está ubicada en la parte central de las islas de la Línea. Es territorio no incorporado de los Estados Unidos, y es administrada desde Washington D. C.
El clima de la isla es tropical, con lluvias insuficientes, viento constante y sol fuerte. Variando desde el nivel del mar hasta los 7 metros, el terreno es arenoso. La isla no tiene agua potable natural.
Por propósitos estadísticos, la isla es considerada como una de las islas Ultramarinas de Estados Unidos.
La isla no tiene agua dulce, por lo que, si se necesita agua dentro de la isla, se tiene que traer desde el exterior.

### Atolón Johnston
El atolón Johnston es un atolón de 2.8 km² en el océano Pacífico Norte a un tercio de distancia entre Hawái y las islas Marshall. La isla de Johnston y la isla Sand son islas naturales, que han crecido por la sedimentación del coral. La isla de Akau (Norte) y la de Hikina (Este) son islas artificiales formadas por la sedimentación del coral.
Johnston es un territorio no incorporado de los Estados Unidos, el cual tiene como población a 1100 militares, administrado desde Washington D. C. por el Servicio de Pesca y Vida Silvestre del Departamento del Interior de los Estados Unidos, como parte del Sistema de Refugios de Vida Silvestre Nacionales. La defensa del atolón es controlada por el ejército de los Estados Unidos. Las islas no son accesibles para el público.

### Arrecife Kingman
El Arrecife Kingman (o Kingman Reef) es un pequeño arrecife de coral tropical de 0,03 km² de superficie terrestre, situado al norte del océano Pacífico, aproximadamente a medio camino entre Hawái y Samoa Estadounidense. Forma parte del conjunto de las islas de la Línea.
En 1789 fue descubierto por el capitán Edmund Fanning, que estuvo a punto de encallar. La posición fue fijada en 1853, por el estadounidense W.E. Kingman del barco Shooting Star, que dejó su nombre, aunque también se la ha conocido como Danger Rock.
Es la frontera norte de la línea de islas del Pacífico y un territorio no incorporado de los Estados Unidos administrado en Washington D. C. por la Marina de los Estados Unidos, anexado en 1922. El arrecife está cerrado al público, ya que las autoridades norteamericanas no permiten la visita de este territorio.

### Islas Midway
Las islas Midway no tienen habitantes aborígenes, y son un territorio no incorporado de los Estados Unidos, siendo su situación la de área insular a cargo del Departamento del Interior. La economía se sustenta con fondos gubernamentales en su totalidad, y tanto alimentos como bienes de manufactura deben ser importados.

### Isla Navaza
Navaza (más conocida por su nombre en inglés Navassa) es una pequeña isla deshabitada del mar Caribe. Constituye un territorio no incorporado de los Estados Unidos, administrado por el Servicio de Pesca y Vida Silvestre de los EE. UU. Sin embargo, la isla es reclamada por instituciones privadas y por Haití.

### Isla Wake
La isla Wake es un atolón (posee una línea de costa de 19,3 km) del océano Pacífico Norte, a unos dos tercios de camino desde Hawái hasta las islas Marianas del Norte. Debido a su posición relativa a la línea internacional de cambio de fecha, está un día adelantada de los 50 estados. Wake es un atolón de tres islas formado por un volcán subacuático. Su laguna central es el antiguo cráter y la isla es parte del diámetro. Al ser un territorio desorganizado y no incorporado de los Estados Unidos, es administrado técnicamente por la Oficina de Asuntos Insulares, Departamento estadounidense del Interior, pero todas las actividades actuales son controladas por la Fuerza Aérea de los Estados Unidos.